# Le magazine L'Équipe
 (janvier 2020).
Si vous disposez d'ouvrages ou d'articles de référence ou si vous connaissez des sites web de qualité traitant du thème abordé ici, merci de compléter l'article en donnant les références utiles à sa vérifiabilité et en les liant à la section « Notes et références ».
Le magazine L'Équipe est le supplément hebdomadaire du quotidien sportif français L'Équipe, joint au journal chaque samedi depuis le 2 février 1980.
Surnommé avant L'Équipe Mag, le magazine propose notamment des articles d'Erik Bielderman, Jean-Christophe Collin, Christophe Larcher, Franck Ramella, David Loriot, Chrystelle Bonnet, Béatrice Avignon, Karim Ben Ismail, Françoise Inizan, Alban Traquet et Stéfan L'Hermitte : grands reportages, iconographies, articles de fond, enquêtes et chroniques offrant un regard plus distancié sur l'actualité sportive.

## Historique
Une première formule (bimestrielle) est parue de 1964 à 1976 (35 numéros + 4 spéciaux). 
Le premier numéro de L'Équipe Magazine est publié le 2 février 1980. Sa une est consacrée au rugbyman Jean-Pierre Rives.
Le magazine publie à la fin de chaque année, depuis 1989, un numéro hors-série avec iconographies et photos qui retrace les grands événements sportifs de l'année écoulée.
Une présentation sous le nom de L'Équipe Mag existe à partir du 18 avril 2009 avec le numéro 1396[réf. nécessaire].
La nouvelle formule, Le magazine L'Équipe, est créée à partir d'octobre 2016[réf. nécessaire].